# Montalivet-les-Bains
Koordinaten: 45° 23′ N, 1° 9′ W

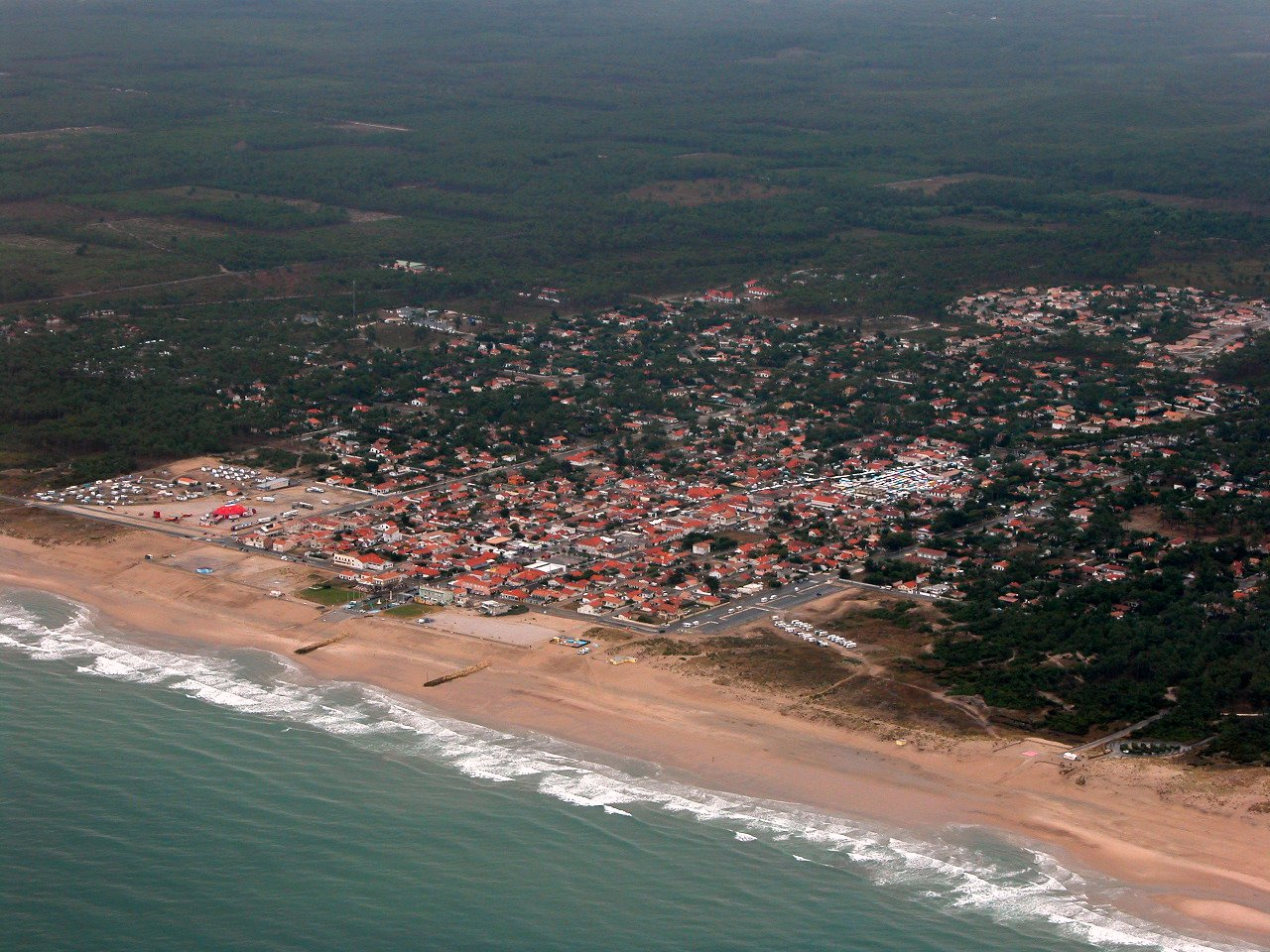
Luftbild von Montalivet-les-Bains

Montalivet-les-Bains ist ein Badeort in der Region Médoc im Département Gironde an der französischen Atlantikküste. Es bildet zusammen mit dem etwas im Landesinneren gelegenen Ort Vendays die Gemeinde Vendays-Montalivet. Der Badeort mit Sandstrand ist nur während der Saison, die von Juni bis September dauert, von Leben erfüllt.
Montalivet verfügt über zwei Campingplätze und einen Wohnmobilstellplatz. Mit den Anlagen des CHM-Montalivet und dem etwas nördlich im Bereich der Gemeinde Grayan-et-l’Hôpital gelegenen Euronat ist es ein Zentrum des französischen und internationalen FKK-Tourismus.
Die Vegetation rund um den Badeort besteht im Wesentlichen aus Seekiefernwäldern.
Am Strand sind noch Bunker des deutschen Atlantikwalls zu sehen. Sie wurden im Zweiten Weltkrieg nach der Besetzung Frankreichs durch die Wehrmacht erbaut.